# El Regal
El Regal és una muntanya de 608 metres que es troba al municipi de Mura, a la comarca catalana del Bages.